# Slovanský ústav Akademie věd České republiky
Slovanský ústav AV ČR, v. v. i., je veřejnou výzkumnou institucí v rámci Akademie věd České republiky, která se zabývá studiem slovanských jazyků a literatur. V rámci slavistiky se zaměřuje jak na studium nejstarších literárních památek Slovanů, tak na současné vývojové trendy slovanských jazyků nebo na vztahy slovanských literatur s okolním evropským prostředím. Vnitřně se ústav člení na tři oddělení: paleoslovenistiky a byzantologie, slavistické lingvistiky a lexikografie, dějin slavistiky a slovanských literatur. Ústav vydává tři odborné časopisy, Byzantinoslavica, Germanoslavica a Slavia – časopis pro slovanskou filologii.

## Historie
Slovanský ústav byl v Praze založen roku 1922 na základě impulsu a finanční podpory tehdejšího československého prezidenta T. G. Masaryka, svou činnost však zahájil až roku 1928. Jeho smyslem bylo pěstovat a rozvíjet vědecké i hospodářské styky s ostatními slovanskými zeměmi, kromě toho také vědecky zkoumal oblast Slovenska a Podkarpatské Rusi. Jeho prvním představeným se stal profesor Lubor Niederle, v tehdejší době však neměl vlastní kmenové zaměstnance, pouze sdružoval československé odborníky v oboru slavistiky. Členil se na komise, např. pro vydávání staroslověnských literárních památek nebo pro germánsko-slovanské vztahy. Kromě vydávání slovníků a dalších publikací organizoval přednášky pro veřejnost nebo spolupořádal různé výstavy. Německá okupace znamenala pro ústav značná omezení, ještě roku 1941 se stal jeho ředitelem profesor slavistiky na Německé univerzitě Gerhard Gesemann, ale už o dva roky později byl formálně začleněn do Reinhard-Heydrich-Stiftung, čímž fakticky zanikl.
Po válce byl Slovanský ústav obnoven a jeho ředitelem se stal profesor Albert Pražák. Ještě před uchopením moci komunisty z něj byli nuceni odejít představitelé předválečné ruské emigrace, práce ústavu, např. na přípravě velkého staroslověnského slovníku přesto pokračovala. V roce 1953 byl začleněn do nově vzniklé Československé akademie věd, o deset později byl nicméně zrušen a jeho pracovníci byli převedeni do Ústavu dějin evropských socialistických zemí a Ústavu jazyků a literatur. K dalšímu obnovení došlo v roce 1992, a to zčásti z Ústavu pro českou literaturu a Ústavu pro český jazyk a zčásti připojením byzantologického oddělení Ústavu pro klasická studia. Tehdy šlo ještě jen o autonomní sekci Archivu AV ČR, úplné osamostatnění Slovanského ústavu znamenal až rok 1998.